# Ebele Okoye
Ebele Okoye (Onitsha, Estado de Anambra, 6 de octubre de 1969) es una pintora y animadora nigeriana, que reside en Colonia (Alemania) desde el 2000.

## Educación
Okoye estudió Bellas Artes y Artes Aplicadas (Diseño Gráfico, Ilustración) en el Instituto de Gerencia y Tecnología de Enugu desde 1985 a 1989. Tras haber llegado a Alemania en 2000, tomó parte en un programa de intercambio en la Universidad de Colonia, que luego abandonó para estudiar Diseño de Comunicaciones en la Universidad de Düsseldorf. De 2003 a 2004, Okoye se formó en animación tradicional en dos dimensiones en la Internationale Filmschule Köln. Habla fluidamente el igbo, el inglés y el alemán.

## Carrera
Ebele Okoye ha participado de varias exposiciones de arte, tanto individuales como colectivas. Es la fundadora del Shrinkfish Media Lab, una compañía productora que tiene su sede en Abuya. En 2016 anunció que planea filmar un largometraje y anticipó que sería «como Las crónicas de Narnia y Pocahontas juntas».

## Premios
Su proyecto de 2007, Anna Blume, basado en un poema de 1919 de Kurt Schwitters, ganó el Premio Promocional a la Animación de la Fundación Robert Bosch. Okoye ha ganado dos premios de la Academia del Cine Africano, por sus trabajos The Lunatic (2008) y The Legacy of Rubies (2015). En su discurso de aceptación de este último año, afirmó: «No hice esta película para ganar premios, la hice para inspirar a todos los animadores africanos que quieren hacer películas de animación». The Legacy of Rubies fue una de las dos películas que cerraron el Festival de Cine Africano de Silicon Valley. Dicha película también tuvo un estreno en el Festival de Cine Negro de Toronto en 2016.

## Exposiciones de arte

### Exposiciones grupales
- 1995 Mirrors of Society - Museo Nacional, Lagos (Nigeria)
- 1996 Exhibición cooperativa China-Nigeria, Lagos (Nigeria)
- 1996 Selección de artistas nigerianos hecha por la Galería Nacional de Arte Moderno - Corea del Sur
- 1997 Small-Small Things - Museo Nacional, Lagos (Nigeria)
- 1998 The Rape of Nature - Embajada de Brasil, Lagos (Nigeria)
- 2000 Threshold of Peace - Primera exhibición africana de mujeres por la paz, Abuya (Nigeria)
- 2001 Women about Women - Goethe Institut, Lagos (Nigeria)
- 2003 Ipade Begegnung - Galería del Instituto Afroasiático de Viena, Austria. (Österreich)
- 2004 Globalia - Frauenmuseum (Museo de la Mujer), Bonn

### Exposiciones individuales
- 2003 Between Territories - Galerie Haus 23 Cottbus, Alemania
- 2002 Nomadic Diaries (A travelling pictorial storytelling)- Múnich, Colonia, Halle; Alemania y Neulengbach (Austria)
- 2001 Woman about Women - Colonia (Alemania)
- 1999 New Culture - Museo Didi, Lagos (Nigeria)
- 1998 Selección de pinturas al óleo - Lagos, (Nigeria).
- 1996 Realities - Museo Didi. Lagos, (Nigeria)
- 1995 Storms of the Heart - Museo Nacional, Lagos (Nigeria).

## Filmografía
- 2015 The Legacy of Rubies (Alemania/Nigeria/Estados Unidos) 28Sp min. Animación en 2D (Directora/Coproductora)
- 2014 Die Liebe in den Zeiten der EU (Alemania) Animación en 2D (Directora/Coproductora)
- 2013 Closer N’ Closer (Commissioned) (Nigeria/Alemania) 06:00 min. Animación en 2D (Directora/Coproductora)
- 2012 Meine Heimat “My Homeland” (Nigeria/Alemania) 05:00 min. Animación en 2D y 3D (Directora/Coproductora)
- 2011 Footy My Love (Nigeria/Alemania/Dinamarca) 07:00 Min, Animación en 2D/Video arte (Directora/Coproductora)
- 2010 The Essence (Nigeria /Alemania) 05:30 min. , Animación en 2D (Directora/Coproductora)
- 2009 Anna Blume (Alemania/Bulgaria) 09 min. Animación en 2D (Productora/Coescritora del guion/Animadora)
- 2009 Patterns (Nigeria/Alemania) 10 mins. Animación en 2D (Directora/Coproductora)
- 2008 Papermouse (Alemania) 2,5 min.  Animación en 2D (Directora/Coproductora)
- 2007 Die Verrückte ‘The Lunatic’ (Alemania) 5 min.  Animación en 2D (Directora/Coproductora)
- 2006 The Lunatic - 04.03 mins. Animación en 2D (directoar/animadora)
- 2004 Tag Attack - 05.00 mins.  Animación en 2D. Ifs Cologne (codirectora/animadora)
- 2002 Once upon a dance - 04.00 min. Collage digital. (Directora/animadora)